# Calvin Dik
Calvin Dik (* 25. Februar 2000) ist ein deutscher Radrennfahrer, der Rennen auf Bahn und Straße bestreitet.

## Sportliche Laufbahn
2018 errang Calvin Dik bei den Junioren-Europameisterschaften jeweils Silber im Omnium und im Zweier-Mannschaftsfahren (mit Nils Weispfennig) sowie Bronze in der Mannschaftsverfolgung. Dabei stellte der deutschen Junioren-Vierer mit 4:07,401 Minuten einen neuen deutschen Rekord auf. Im selben Jahr wurde Dik zweifacher deutscher Junioren-Meister auf der Bahn.
Im Dezember 2018 wurde Dik als Mitglied der deutschen Nationalmannschaft für den Start in der Mannschaftsverfolgung beim Lauf des Bahnrad-Weltcups 2018/19 in London nominiert. Der deutsche Vierer belegte in der Besetzung Dik, Richard Banusch, Kersten Thiele und Justin Wolf Platz acht.
Für 2019 erhielt Dik einen Vertrag beim Team Heizomat rad-net.de. Im Januar des Jahres startete er mit Weispfennig beim Berliner Sechstagerennen; damit waren sie das jüngste Team im Feld.
Anfang 2021 wechselte Dik zum im November 2020 gegründeten Schweizer UCI Continental Team Nippo-Provence-PTS Conti, 2023 zum Team Dauner-AKKON.

## Erfolge
2018
- Junioren-Europameisterschaft – Omnium, Zweier-Mannschaftsfahren (mit Nils Weispfennig), Mannschaftsverfolgung (mit Max Gehrmann, Jannis Peter und Tobias Buck-Gramcko)
- Deutscher Junioren-Meister – Punktefahren, Zweier-Mannschaftsfahren (mit Nils Weispfennig)